# Glandularia platensis
Glandularia platensis (verbena blanca) es una planta herbácea, rastrera, con tallos tendidos. Las hojas son  opuestas y enteras. Las flores son de color blanco puro pero se torman violáceas cuando se van marchitando. Se hallan agrupadas en espigas en el extremo de los tallos, los que se alargan considerablemente a la madurez. Los frutos son pequeños, secos, y se desarticulan en cuatro partes a la madurez, cada una de las cuales lleva una semilla. Es una especie originaria de Sudamérica, crece en pastizales y a los costados de los caminos, en suelos ricos.